# Lijst van voetbalinterlands Albanië - Cyprus
Deze lijst van voetbalinterlands is een overzicht van alle officiële voetbalwedstrijden tussen de nationale teams van Albanië en Cyprus. De landen hebben tot op heden zes keer tegen elkaar gespeeld. De eerste ontmoeting was een vriendschappelijke wedstrijd in Nicosia op 19 augustus 1998. Het laatste duel, een kwalificatiewedstrijd voor het Wereldkampioenschap voetbal 2014, vond plaats op 15 oktober 2013 in Nicosia.

## Wedstrijden
| № | Plaats  | Datum            | Competitie           | Wedstrijd        | Uitslag |
| - | ------- | ---------------- | -------------------- | ---------------- | ------- |
| 1 | Nicosia | 19 augustus 1998 | Vriendschappelijk    | Cyprus − Albanië | 3 − 2   |
| 2 | Tirana  | 15 augustus 2000 | Vriendschappelijk    | Albanië − Cyprus | 0 − 0   |
| 3 | Nicosia | 18 augustus 2004 | Vriendschappelijk    | Cyprus − Albanië | 2 − 1   |
| 4 | Tirana  | 12 augustus 2009 | Vriendschappelijk    | Albanië − Cyprus | 6 − 1   |
| 5 | Tirana  | 7 september 2012 | WK 2014 kwalificatie | Albanië − Cyprus | 3 − 1   |
| 6 | Nicosia | 15 oktober 2013  | WK 2014 kwalificatie | Cyprus − Albanië | 0 − 0   |

## Samenvatting
| Competitie        | Totaal gespeeld | Winst Albanië | Gelijk | Winst Cyprus | Doelsaldo Albanië – Cyprus |
| ----------------- | --------------- | ------------- | ------ | ------------ | -------------------------- |
| WK-kwalificatie   | 2               | 1             | 1      | 0            | 3 − 1                      |
| Vriendschappelijk | 4               | 1             | 1      | 2            | 9 − 6                      |
| Totaal            | 6               | 2             | 2      | 2            | 12 − 7                     |

Wedstrijden bepaald door strafschoppen worden, in lijn met de FIFA, als een gelijkspel gerekend.